# Lara Croft and the Guardian of Light
Lara Croft and the Guardian of Light (укр. Лара Крофт і Хранитель Світу) — відеогра, розроблена Crystal Dynamics для ПК, PlayStation 3 і Xbox 360. Продовження серії ігор про пригоди Лари Крофт. Дана гра не пов'язана з іншим іграми серії. Гра має нахил у бік кооперативного проходження. Проект зайняв 14 місце в рейтингу «Топ 25 ігор Xbox Live Arcade» від IGN.

## Сюжет
Дві тисячі років тому відбулася битва між Шолотлем —  Володарем Темряви й Тотеком — Хранителем Світу. Злий дух зміг здолати хороброго воїна, використавши Дзеркало диму, за допомогою якого викликав орду жахливих монстрів. Але Тотек вижив у битві та зміг загнати злого Ксолотля в його ж дзеркало. Щоб не допустити приходу зла в цей світ знову, воїн у вигляді кам'яної статуї став охороняти дзеркало зі загнаним у нього богом.
Через два тисячоліття молода шукачка пригод і археолог-любитель Лара Крофт, зацікавлена легендами про таємниче дзеркало, стала розшукувати його. Але коли вона придбала дзеркало, подолавши безліч небезпек і труднощів, виявилося, що за Ларою шпигував загін найманців на чолі з місцевим польовим командиром. Не знаючи про прокляття або просто не вірячи в нього, лідер повстанців випадково викликав Шолотля в наш світ. Статуя Тотека оживає й оповідає, що якщо не зупинити злого духа до світанку, світ зануриться в пітьму.

## Персонажі
- Лара Крофт — англійська аристократка та шукачка пригод. Її озвучила Кілі Хоуз.
- Тотек — воїн мая і лідер Армії Світла, що жив 2 тисячі років тому. Його озвучував Джим Каммінгс.
- Шолотль — злий дух, що вміє викликати та керувати такими жахливими істотами: демонами, гігантськими павуками та величезними тролями.

## Особливості гри
- Кооперативна гра й спільне проходження сюжету для двох гравців, як локальною мережею, так і через інтернет.
- Сюжет, поза основною сюжетною лінією серії «Tomb Raider».
- Другий персонаж — воїн мая, якого звати Тотек.
- Крім своїх списів, Тотек може використовувати кулемет і бомби.
- Лара Крофт тепер отримала в свій арсенал очікуваний багатьма гравцями вогнемет.

## Доповнення
До гри Lara Croft and the Guardian of Light вийшло п'ять DLC:
- «Kane & Lynch Character Pack» дозволяє в самітній кампанії й мультиплеєрі грати за Кейна і Лінча з однойменної гри.
- «Legacy of Kain Character Pack» відкриває можливість у самітній кампанії та мультиплеєрі грати за Каїна і Разіеля з серії ігор Legacy of Kain.
- «All the Trappings» Challenge Pack 1 додає чотири карти-випробування.
- «Things that Go Boom» Challenge Pack 2 додає чотири карти-випробування.
- «Hazardous Reunion» Challenge Pack 3 додає чотири карти-випробування.

## «Пасхальні яйця»
- Лара використовує пістолети Heckler & Koch USP Match, як і в фільмах і Tomb Raider: Legend.
- Костюм «Двійник» дає Ларі зовнішність однойменного персонажа Tomb Raider: Underworld.